# Crannes-en-Champagne

Crannes-en-Champagne este o comună în departamentul Sarthe, Franța. În 2009 avea o populație de 359 de locuitori.